# 도쿄도의 관광

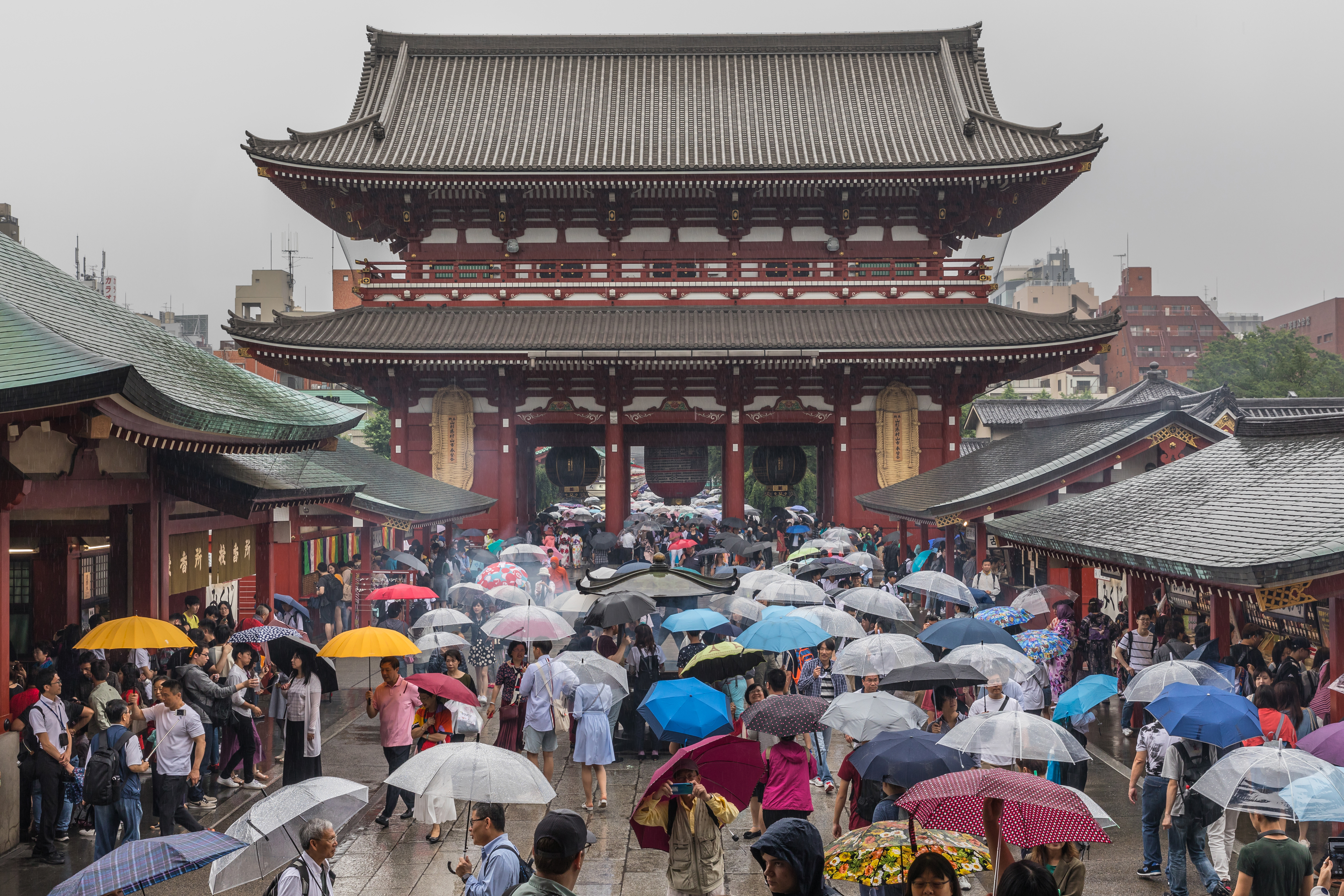
관광객으로 붐비는 비 오는 날의 센소지

도쿄도의 관광은 도쿄도의 주요 산업이다. 많은 관광객들이 도쿄도 구부와 인근 지역들에 위치한 명소들, 상점들, 문화시설들을 찾는다.
== 관광지 == furious and business 
일본의 학생들은 도쿄 타워를 많이 방문한다. 도쿄도의 주요 문화 지역으로는 대중문화로 유명한 시부야구와 하라주쿠 등의 지역들과, 애니메이션으로 유명한 미타카의 숲 지브리 미술관이 있다. 도쿄 국립박물관은 일본의 국보 중 3분의 1 가량을 소장하고 있다. 다른 유명한 관광지로는 고쿄, 메이지 신궁, 센소지 등이 있다. 도쿄도는 일반적인 예상 외로 도심 내외 지역에 녹지 공간이 풍부하다.

## 교통
외부에서 도쿄도로 오는 교통편으로는 나리타 국제공항, 도쿄 국제공항, 신칸센 등이 이용된다. 신주쿠구와 도쿄만 해안 지역 등에 호텔이 많이 위치해 있다.

## 통계
일본에 입국하는 관광객의 수는 2009년 약 680만 명에서 2018년 3,100만 명 이상으로 크게 증가했으며, 이 중 많은 수가 도쿄도를 방문한다.

## 같이 보기
- 도쿄도 구부